# Palacio Cecilienhof
El palacio Cecilienhof (del alemán: Schloss Cecilienhof) es un palacio ubicado en la parte norte del parque Neuer Garten en Potsdam, cercano al lago Jungfernsee. Desde 1990 es parte de los Palacios y parques de Potsdam y Berlín como Patrimonio de la Humanidad declarado por la Unesco.

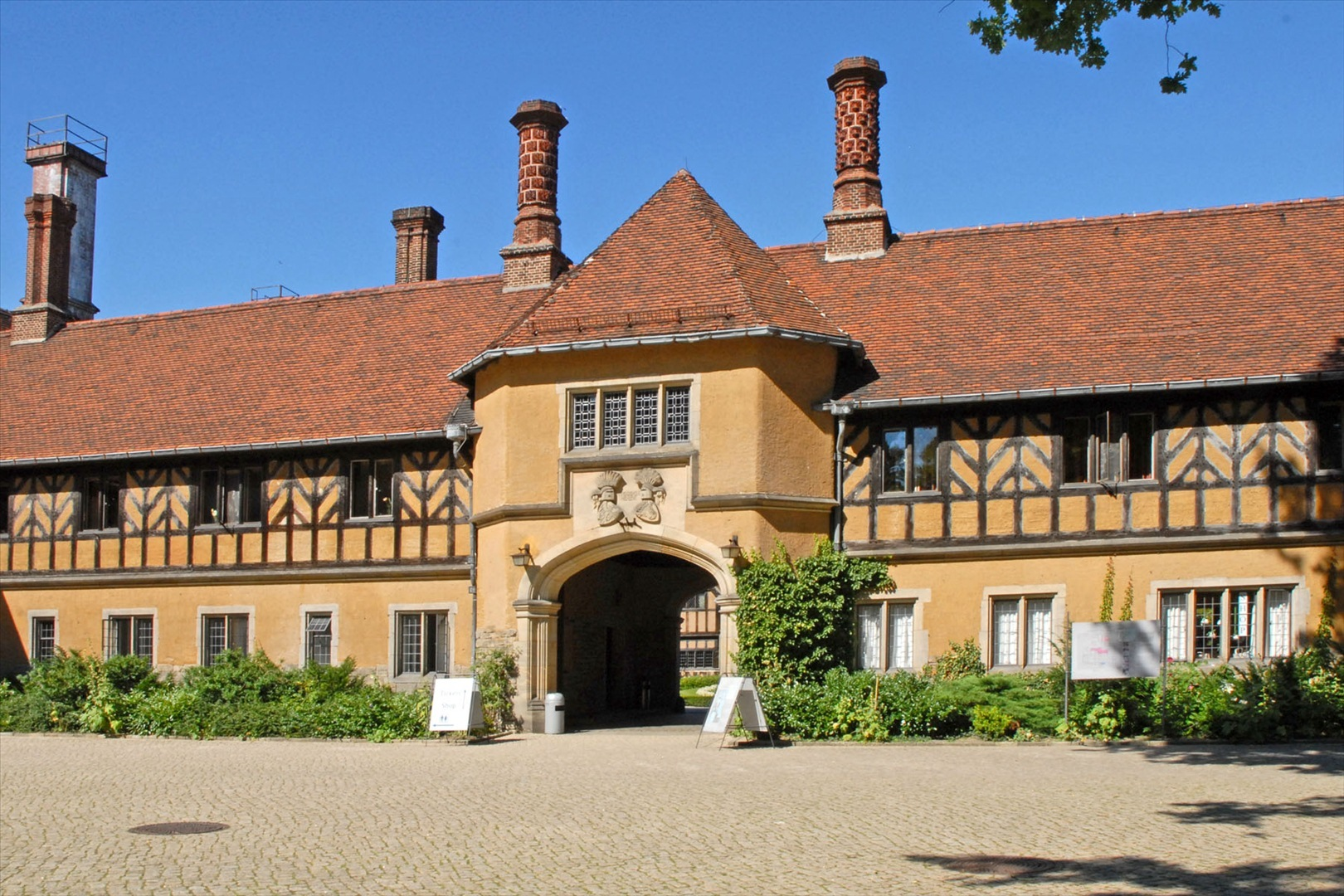
Fachada principal

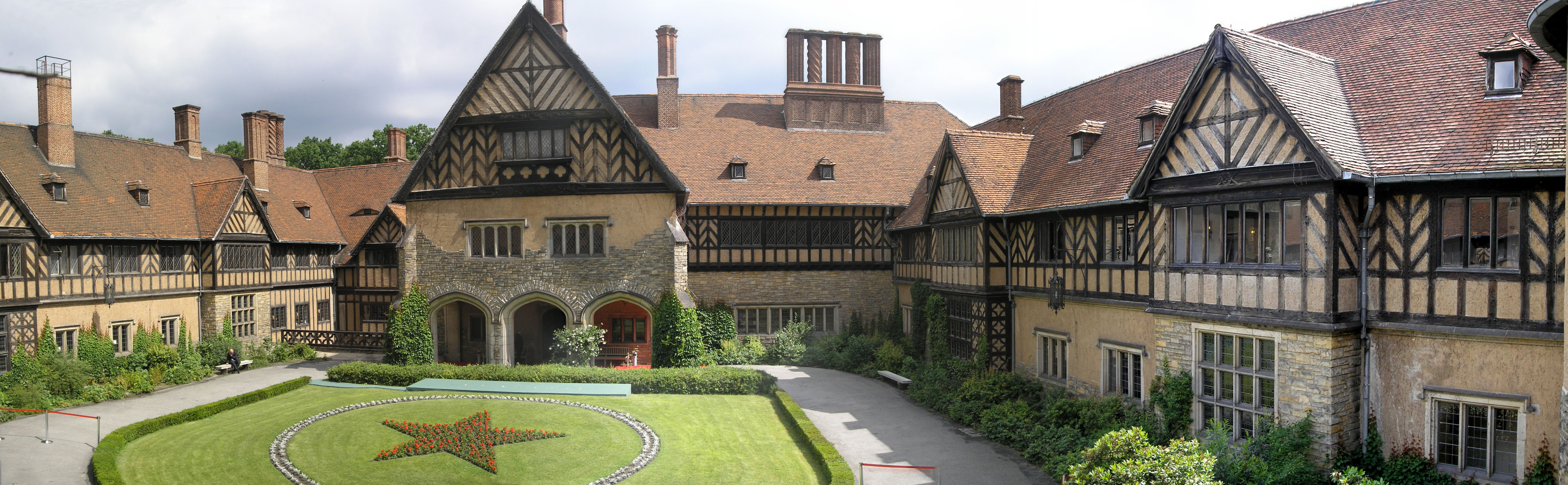
Patio regio con una estrella de flores roja, plantada por las fuerzas armadas soviéticas en 1945.

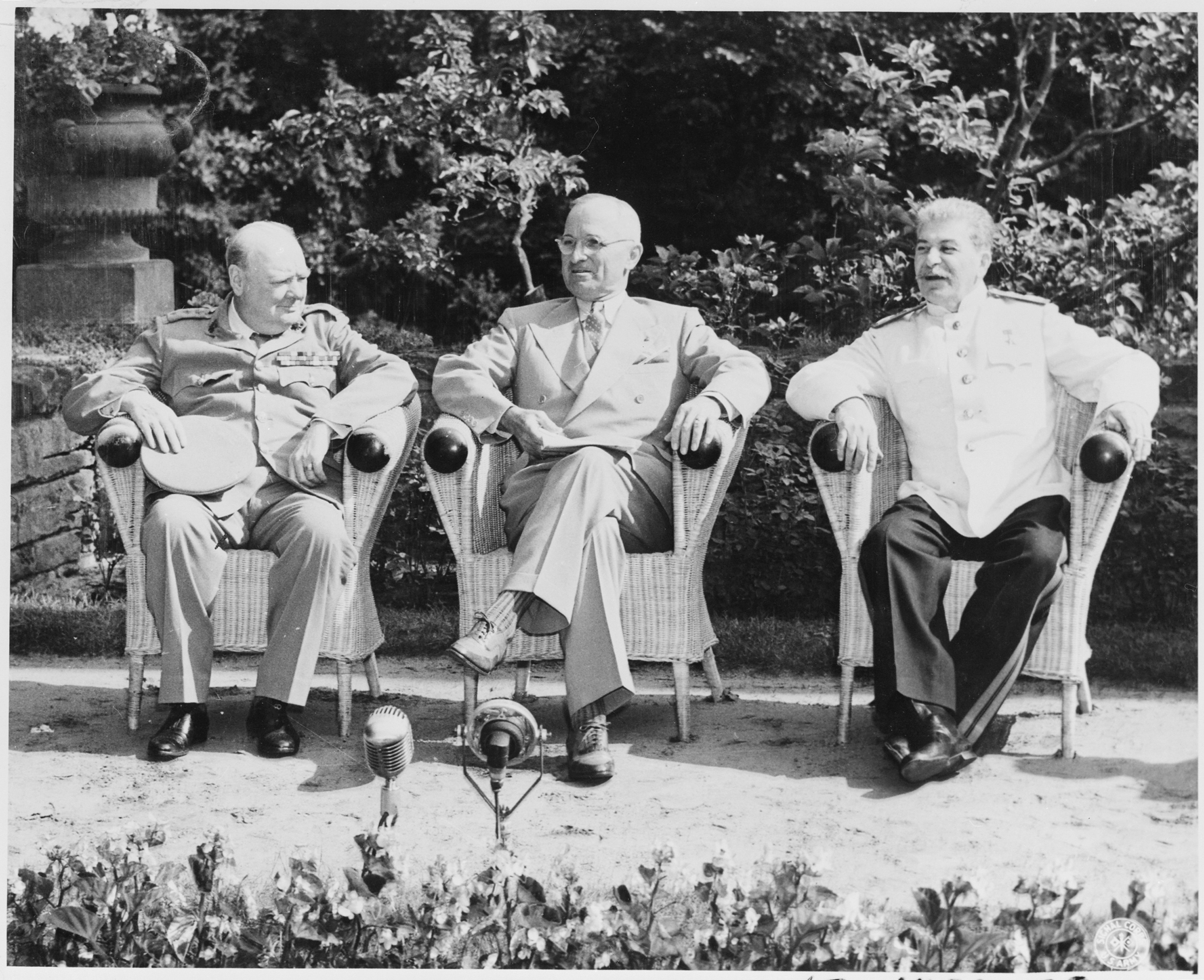
Conferencia de Potsdam: Churchill, Truman y Stalin en el jardín de Cecilienhof, 25 de julio de 1945.

Cecilienhof fue el último palacio construido por la familia Hohenzollern. El Emperador Guillermo II de Alemania lo hizo construir para su hijo el príncipe Guillermo de Prusia y su esposa, la princesa Cecilia de Mecklemburgo-Schwerin. La edificación fue diseñada por Paul Schultze-Naumburg en un estilo similar a una casa de campo inglesa de estilo Tudor y fue construida entre 1914 y 1917. Su diseño está basado en una casa llamada 'Bidston Court' (más tarde 'Hillbark') ubicada en la península de Wirral, que a su vez estaba inspirada en Little Moreton Hall. El interior fue amueblado según las indicaciones de Paul Troost, que en su momento había creado interiores de barcos de travesía.
El edificio incluye 6 patios reales, así como 55 chimeneas fabricadas en ladrillo, que fueron completadas en 1915; sin embargo, la construcción se retrasó debido al estallido de la Primera Guerra Mundial, de tal modo que el príncipe Guillermo y la princesa Cecilia no lo ocuparon hasta agosto de 1917. Guillermo, no obstante, siguió a su padre al exilio un año más tarde, pero la princesa Cecilia continuó residiendo en él hasta el inminente avance del Ejército Rojo en febrero de 1945.
Cecilienhof fue el lugar de encuentro de la Conferencia de Potsdam entre el 17 de julio y el 2 de agosto de 1945. Las estancias fueron completamente redecoradas para ajustarse al gusto de los participantes. De este modo, Winston Churchill, más tarde reemplazado por Clement Attlee, Iósif Stalin y Harry S. Truman se reunieron en una mesa redonda en la gran entrada. El 26 de julio de 1945, Churchill y Truman realizaron la Declaración de Potsdam, definiendo los términos de la rendición japonesa, mientras Truman preparaba la orden del ataque atómico contra Hiroshima y Nagasaki.
En la actualidad el palacio de Cecilienhof es un museo y hotel. La reina Isabel II lo visitó el 3 de noviembre de 2004. El 30 de mayo de 2007, fue sede de la reunión de ministros de exteriores del G8.